# اسکتچ
اسکتچ (انگلیسی: Sketch) شرکت نرم‌افزار اتریشی است.